# XV-15傾轉旋翼機
XV-15傾轉旋翼機是贝尔直升机公司自XV-3傾轉旋翼機後另一種研發的傾轉旋翼機，該機的成功證明傾轉旋翼機這種集直昇機和螺旋槳飛機於一身的飛機是可行的，而在試飛期間也曾用來運送美國政府官員和軍方人員，從而令該項目得到更多人支持。
XV-15曾在兩棲攻擊艦的黎波里號（LPH-10）上進行過上艦測試，現在XV-15已退役但比它更大的V-22魚鷹式傾轉旋翼機早已大行其道。

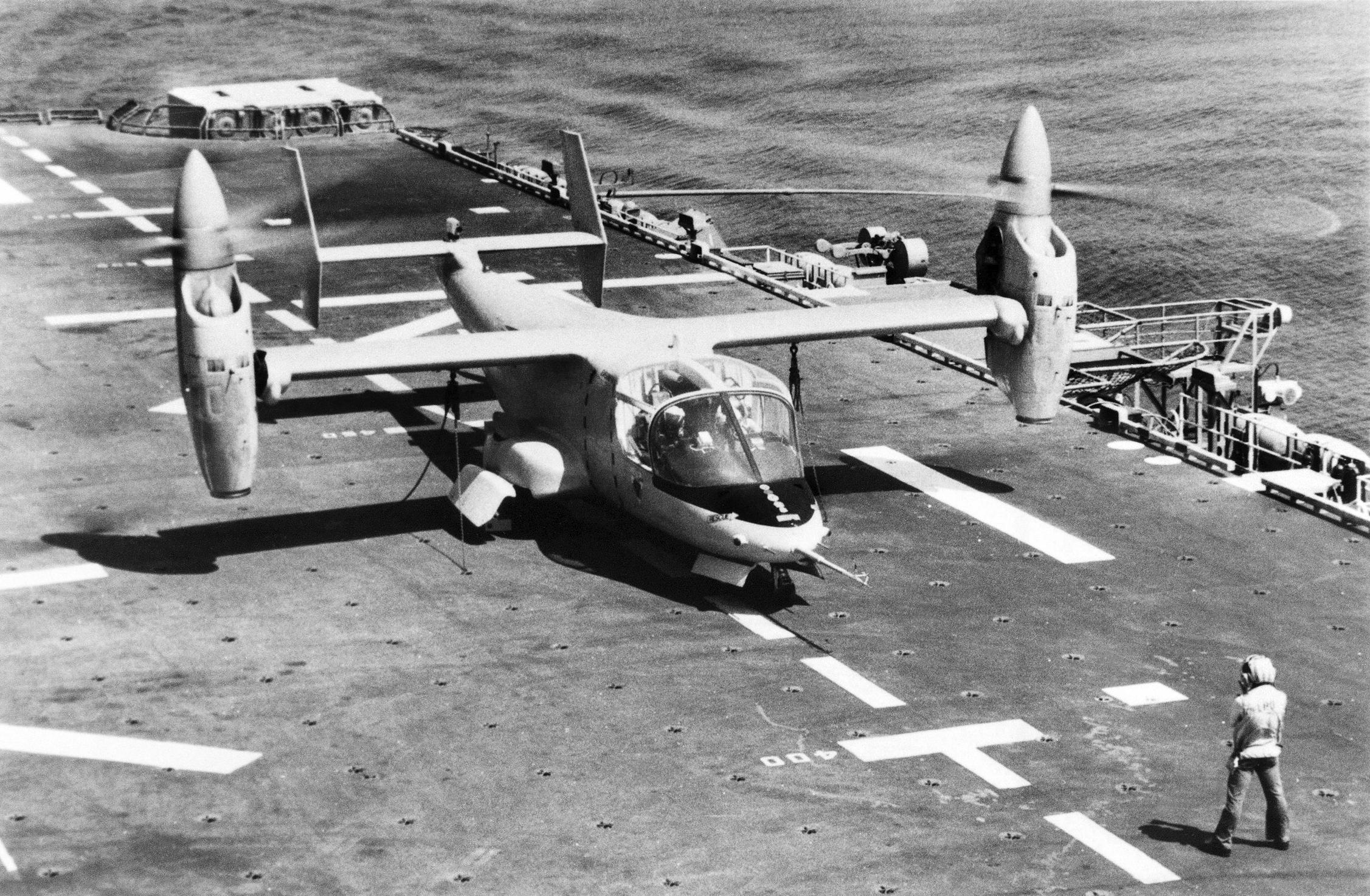
XV-15曾在兩棲攻擊艦的黎波里號（LPH-10）上進行過上艦測試

## 設計

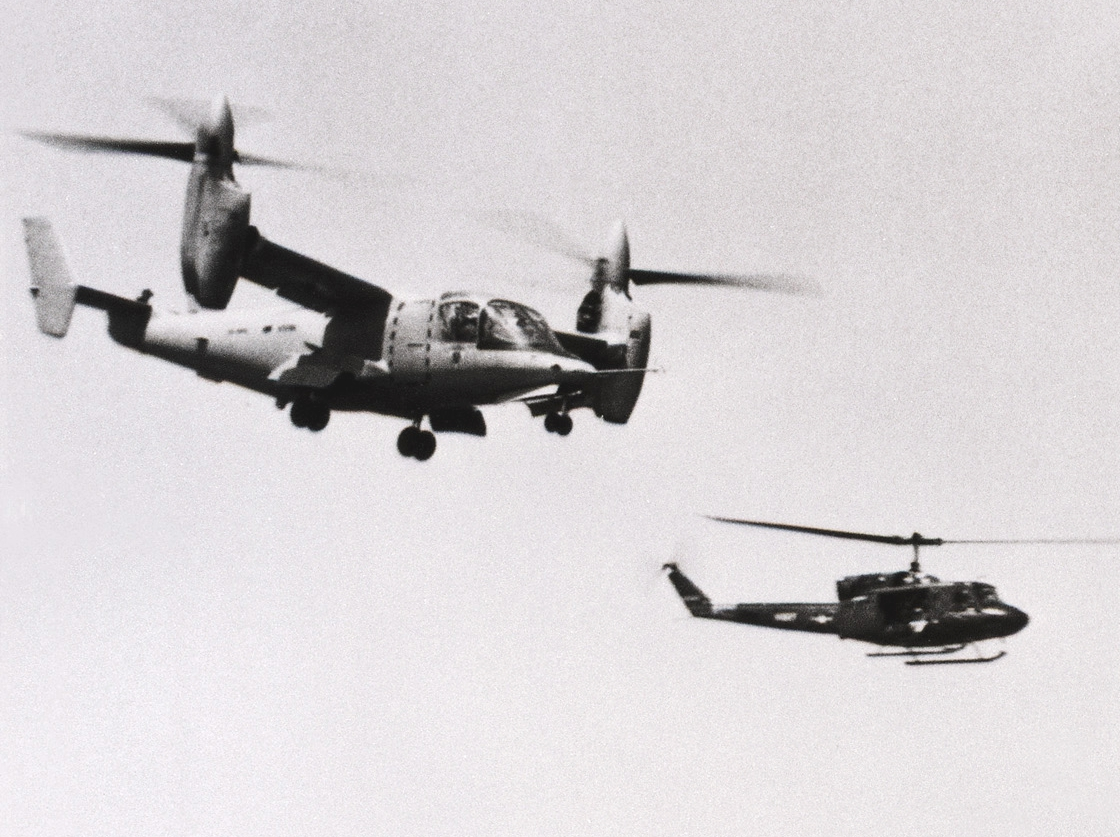
當XV-15要昇降時轉向上方，這時它如同一架直昇機

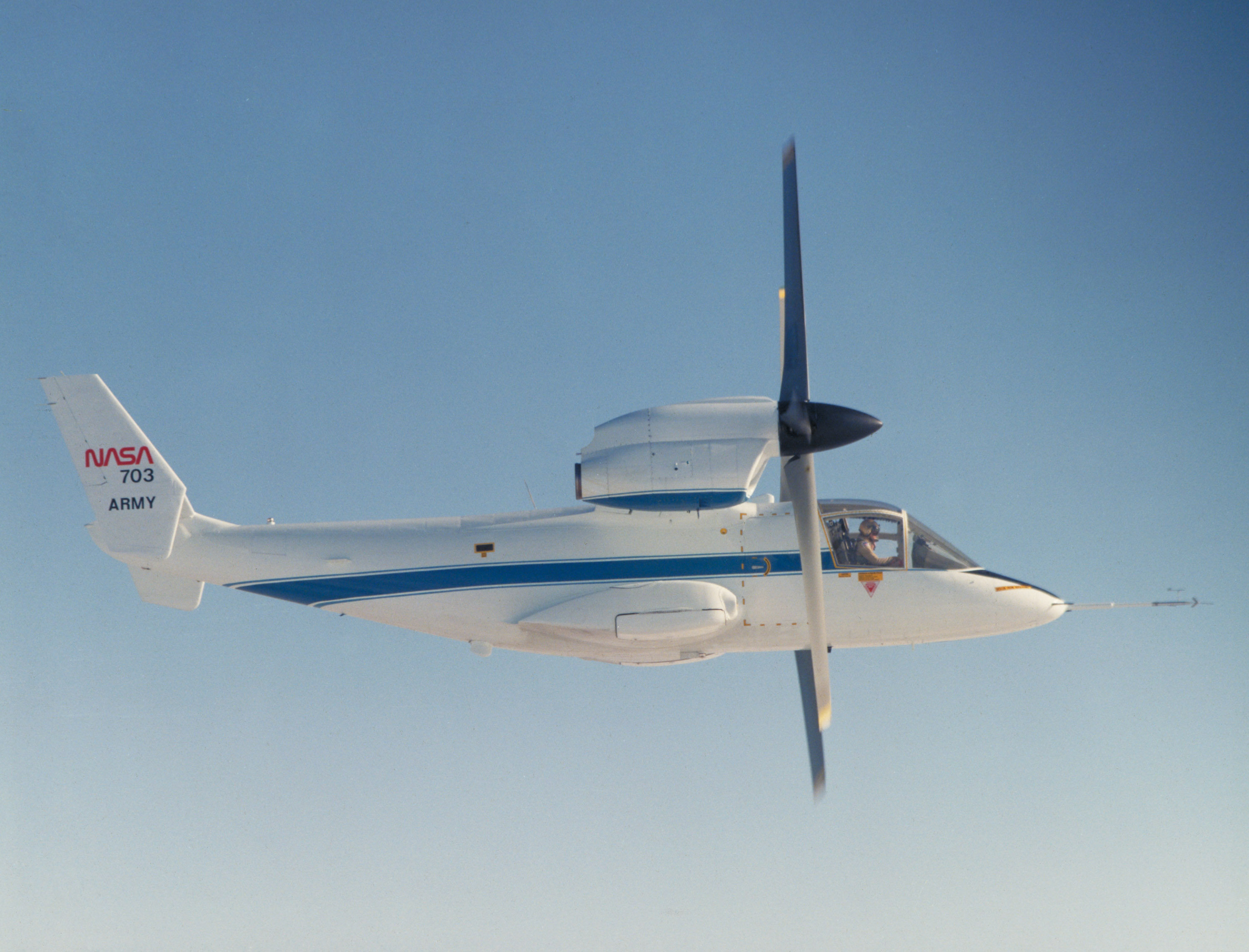
當XV-15要平飛時再90度轉向前方，這時它是一架螺旋槳客機/運輸機

XV-15傾轉旋翼機的機身為一般螺旋槳客機/運輸機的設計，機尾為「H」形，主翼是高翼機，其最大的特點為主翼左右翼端各自有一部可借油壓馬達推動而可作90度轉動的渦輪軸發動機，當它要昇降時轉向上方，這時它如同一架直昇機，當它要平飛時再90度轉向前方，這時它是一架螺旋槳客機/運輸機，由於其三葉螺旋槳需要兼顧直昇機和客機/運輸機，故其質地是半剛性。

## 基本資料
- 乘員：2人+15名乘客
- 機長：12.83米
- 翼展：17.42米(至兩邊旋翼端)
- 機高：3.86米
- 空重：4,574 公斤
- 最重：6,000公斤
- 最快速度：557公里/小時
- 航程：825公里
- 昇限：8,840米

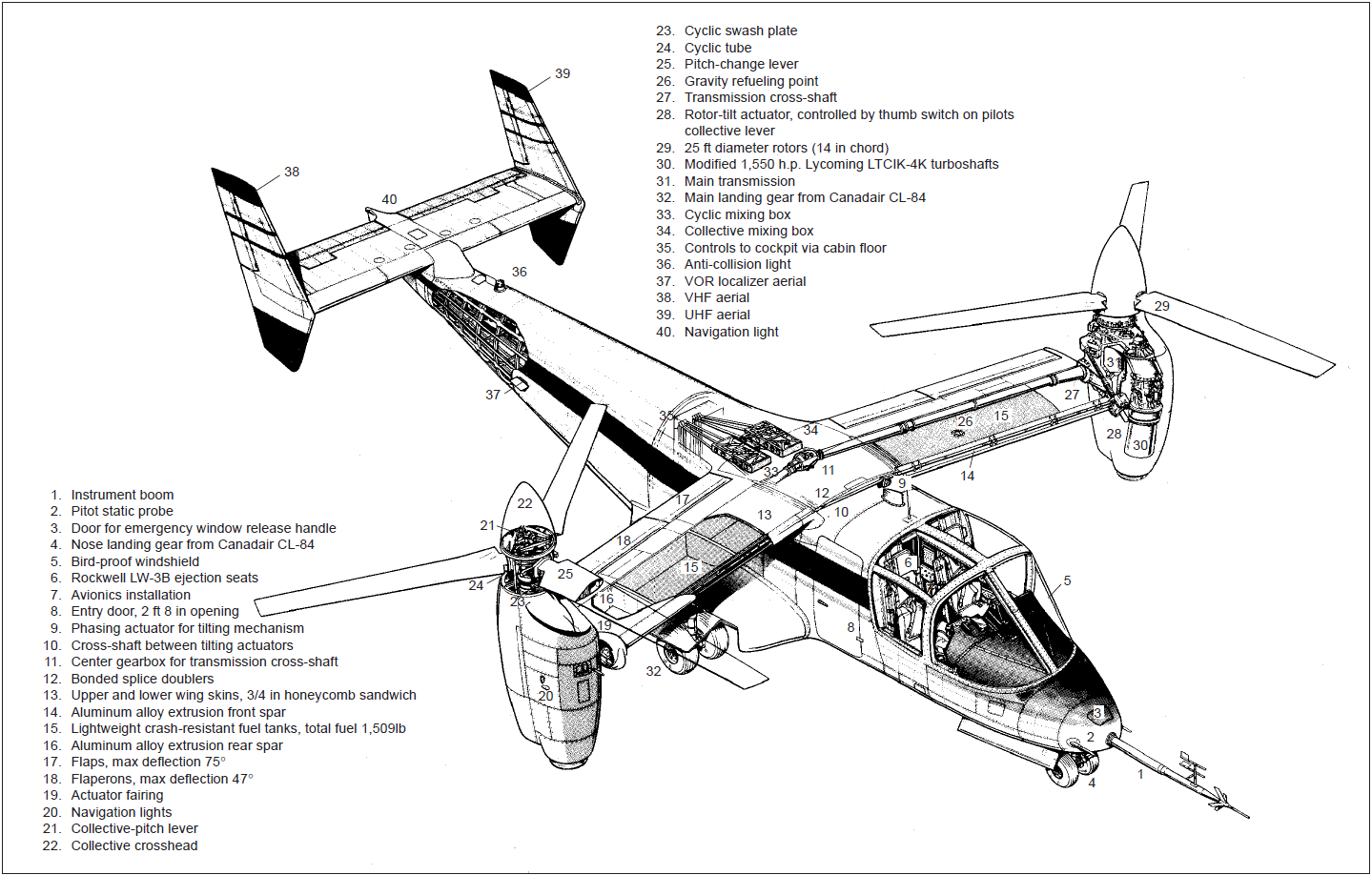
XV-15實驗機內部結構圖

- 發動機：兩俱T53-L-13B渦輪軸發動機（各自馬力=1550匹）

## 研發國家
- 美国

## 外部連結
- V-22魚鷹雜談 （页面存档备份，存于）